# 盔鱗半鈎鯰
盔鱗半鈎鯰，為輻鰭魚綱鯰形目甲鯰科的其中一種，為熱帶淡水魚，分布於中美洲巴拿馬Gatun河流域，體長可達40公分，棲息在底層水域，生活習性不明。

## 扩展阅读
維基物種上的相關：盔鱗半鈎鯰